# Cerfontaine
Cerfontaine (valonă Cerfontinne) este o comună francofonă din regiunea Valonia din Belgia. Comuna Cerfontaine este formată din localitățile Cerfontaine, Daussois, Senzeille, Silenrieux, Soumoy și Villers-Deux-Églises. Suprafața sa totală este de 83,45 km². La 1 ianuarie 2008 comuna avea o populație totală de 4.624 locuitori. 

## Localități înfrățite
- Canada: Louiseville.